# Émeutes de 2020 en Éthiopie
Les émeutes de 2020 en Éthiopie sont une vague de troubles civils qui ont balayé l'Éthiopie, principalement la région d'Oromia, après l'assassinat du musicien Hachalu Hundessa le 29 juin 2020, entraînant la mort d'au moins 200 personnes. Des Oromos ont également organisées des manifestations pacifiques à l'étranger.

## Contexte
Hachalu Hundessa (Oromo : Hacaaluu Hundeessaa ; Amharique : ሀጫሉ ሁንዴሳ) était un chanteur populaire dont les chansons politiquement teintées ont été populaires lors des manifestations éthiopiennes de 2016 et ont fait de lui "un symbole politique des aspirations du peuple Oromo". Il a été abattu dans la soirée du 29 juin 2020 dans le quartier de Gelan Condominiums à Addis-Abeba. Il a été emmené à l'hôpital général de Tirunesh Beijing, où il est décédé des suites de ses blessures. Des milliers de personnes en deuil se sont rassemblées à l'hôpital, alors que la police a utilisé des gaz lacrymogènes pour disperser les foules et que les gens ont mis le feu aux pneus. Trois personnes ont été tuées.
Alors que les manifestants insistaient pour qu'il soit enterré à Addis-Abeba, son corps a été transporté par avion à Ambo conformément aux souhaits de sa famille. La police a arrêté plusieurs suspects en relation avec le meurtre. Hachalu avait rapporté avoir reçu des menaces de mort, y compris dans la semaine précédant sa mort, lorsqu'il a accordé une interview à Oromia Media Network.

## Émeutes
Une grande partie de la violence a eu lieu dans les mêmes lieux qui avaient été des points chauds lors de la dernière grande série d'affrontements en octobre 2019 (en), dont beaucoup ont de grandes populations non oromo. Les militants oromo ont établi des parallèles avec les manifestations pour George Floyd aux États-Unis, bien que les critiques aient fait valoir que ces allégations étaient viciées et servaient d'alibi à la violence à motivation ethnique. Le 30 juin, des groupes de jeunes ont erré dans les quartiers d'Addis-Abeba, des bâtiments publics et des entreprises privées ont été détruits et des entreprises pillées. Le même jour, trois explosions se sont produites à Addis-Abeba, tuant à la fois certains des auteurs et des passants. Sept civils et trois policiers ont été tués, "soit frappés avec des pierres, soit abattus, ou dans une série d'attentats". Lors des manifestations à Adama, neuf manifestants ont été tués, et 75 autres ont été blessés.
À Ambo, la ville natale de Hachalu, trois policiers et 78 civils ont été tués dans le "chaos" entourant ses funérailles, dont l'un des oncles de Hachalu. Au moins neuf des civils ont été tués par les forces de sécurité.
À Shashamané, la violence était particulièrement répandue, jusqu'à 150 personnes y ayant été tuées seules, selon le commissaire régional adjoint à la police, Girma Gelan. Des rapports de témoins oculaires ont affirmé que "tous les bâtiments sauf 4 ou 5" dans le centre-ville avaient été incendiés et que la communauté Rastafari avait été prise pour cible en raison de son association avec l'empereur Hailé Sélassié. Les témoins qui ont parlé avec Voice of America ont décrit comment des centres commerciaux, des restaurants, des résidences et des hôtels appartenant à des "étrangers" ont été attaqués, dont un appartenant au célèbre coureur Haile Gebrselassie. Les victimes ont décrit la violence comme ciblée; selon Yohannes Wolde, directeur d'une grande école privée, le Dinkinesh Education Center, des émeutiers ont incendié trois campus distincts de l'école dans différentes parties de la ville, ainsi que sa résidence privée, qui était la seule maison de la région (ayant déjà fui avec sa famille) pour être attaqué. Temam Hussein, maire de Shashamane, a déclaré que bien que les manifestations aient d'abord été pacifiques, certaines personnes avaient un programme pour les détourner vers des conflits ethniques et des pillages.
Deux personnes ont été abattues à Asebe Teferi, tandis que des manifestants à Harar ont renversé une statue de Mekonnen Wolde-Mikael. À Adama, des manifestants ont incendié le bureau du maire et tenté de reprendre le siège du diffuseur régional de l'État. La violence était également sévère à Bale Robe, Ziway et Negele Arsi. Dans la ville de Ziway, des innocents ont été étiquetés comme "neftegna" (amharique : ነፍተኛ , littéralement "porteur de fusil", connotant un colon) et ont été la cible d'agressions, selon plusieurs témoins.

### Réponse
À 9 heures du matin, le 30 juin 2020, Internet a été coupé dans une grande partie de l'Éthiopie, une mesure jugée cohérente par NetBlocks, le chien de garde des télécommunications, avec les fermetures nationales d'Internet imposées par le gouvernement lors des troubles. Le premier ministre Abiy Ahmed a exprimé ses condoléances à la famille de Hundessa, disant que les assassins de Hachalu avaient l'intention de ne pas le tuer seul mais "par lui de tuer l'Ethiopie", tout en exhortant au calme dans un climat d'agitation croissante. Le propriétaire et activiste des médias Jawar Mohammed a répondu à la mort de Hundessa sur Facebook, disant: "Ils n'ont pas seulement tué Hachalu. Ils ont tiré sur le cœur de la Nation Oromo, encore une fois !! ... Vous pouvez nous tuer, nous tous, vous ne pourrez jamais nous arrêter !! JAMAIS !!" Les ethno-nationalistes oromo et les nationalistes pan-éthiopiens se sont pointés du doigt diversement, suggérant la culpabilité du meurtre.
Le 30 juin 2020, Jawar et Bekele Gerba ont été arrêtés par la police fédérale éthiopienne après un incident entre les gardes de Jawar et la police qui a entraîné la mort d'un policier. L'incident s'est produit lorsque Jawar et ses gardes ont intercepté le transport des restes appartenant à Hachalu Hundessa à sa ville natale d'Ambo, qui se trouve à 100 km à l'ouest d'Addis-Abeba. Jawar voulait avoir les funérailles à Addis-Abeba, tandis que les parents et la femme de Hachalu voulaient avoir l'enterrement à Ambo. Le gouvernement a prétendu que l'intention était d'avoir les funérailles de Hundessa à Addis-Abeba afin que les jeunes Oromos en colère qui viendraient dans la ville détruiraient les statues et les monuments de la ville, ce qui les aurait mis en collision avec les habitants de la ville. Le plan était d'utiliser la violence qui s'ensuivit pour discréditer et renverser le gouvernement d'Abiy Ahmed. 35 personnes, dont Jawar, ont été appréhendées, ainsi que huit Kalachnikovs, cinq pistolets et neuf émetteurs radio. Par la suite, l'ancien journaliste devenu politicien Eskinder Nega et Sintayehu Chekol du mouvement Balderas, critique à la fois du gouvernement et des ethno-nationalistes oromo, ont également été arrêtés pour "tentative d'incitation à la violence".
Au 5 juillet, la police avait arrêté au moins 4 personnes en lien direct avec la mort de Hachalu. Abiy aurait suggéré que l'Égypte pourrait être derrière les troubles, affirmant que "les forces externes et internes qui n'ont pas réussi à résoudre le problème du barrage de la Renaissance ont fait tout leur possible pour créer le chaos à ce moment". Alors que certains ont salué la décision du gouvernement comme une "réponse ferme" pour rétablir l'ordre et assurer la responsabilité, d'autres ont averti qu'une répression, à la lumière des élections retardées, "exacerberait les tensions sous-jacentes et mettrait la démocratie naissante d'Éthiopie en danger".

### Manifestations hors d'Éthiopie
Les Oromos ont organisé des manifestations à Minneapolis, Chicago et Londres, entre autres endroits pour demander justice pour Hachalu Hundessa et libérer des prisonniers politiques, Jawar Mohammed et al. Le 30 juin 2020, une statue de l'ancien dirigeant éthiopien Haile Selassie dans le Cannizaro Park (en), à Wimbledon, au sud-ouest de Londres, a été détruite par des manifestants oromos. Les bureaux du réseau public de diffusion Oromia à St. Anthony, dans le Minnesota ont été saccagés par des manifestants, forçant la station à suspendre ses opérations. Le 3 juillet, des Oromos à Aurora, dans le Colorado ont organisé une manifestation, bloquant une autoroute.